# Smithia setulosa
Smithia setulosa är en ärtväxtart som beskrevs av Nicol Alexander Dalzell. Smithia setulosa ingår i släktet Smithia och familjen ärtväxter. Inga underarter finns listade i Catalogue of Life.